# Rolf-Peter Holzapfel
Rolf-Peter Holzapfel (* 9. September 1942 in Berlin; † 26. August 2024) war ein deutscher Mathematiker, der sich mit algebraischer Geometrie und arithmetischer algebraischer Geometrie beschäftigte.

## Leben und Wirken
Holzapfel studierte von 1961 bis zum Diplom 1966 an der Humboldt-Universität Berlin und war danach dort als wissenschaftlicher Assistent tätig. Seine Diplomarbeit Idealtheorie in µ-noetherschen Ringen (1966) und seine Dissertation Idealtheorie in abelschen Kategorien (Verteidigung 1970) wurden vom Emmy-Noether-Schüler Heinrich Grell betreut, mit Unterstützung von Lothar Budach. Ab 1972 war er Lektor in Mathematik an der Humboldt-Universität und von 1979 bis 1992 wissenschaftlicher Mitarbeiter am Karl-Weierstraß-Institut der Akademie der Wissenschaften der DDR in Berlin. 1973/74 forschte er am Steklov-Institut in Leningrad bei Boris Venkov. 1989/1990 war er Gastprofessor an der ETH Zürich und nach der Wende zunächst wissenschaftlicher Mitarbeiter der Max Planck Gruppe „Algebraische Geometrie und Zahlentheorie“ an der Humboldt-Universität. Seit 1993 war Holzapfel Professor für Algebraische Geometrie an der Humboldt-Universität.
Er untersuchte unter anderem Zusammenhänge aus der Theorie elliptischer Funktionen und ihrer Verallgemeinerungen in der algebraischen Zahlentheorie aus dem Umfeld von „Kroneckers Jugendtraum“, der Gegenstand eines der Hilbert Probleme ist und mit der Konstruktion abelscher Erweiterungen von algebraischer Zahlkörpern mittels spezieller Werte der Modulfunktion sowie elliptischer Funktionen zusammenhängt. Ein weiterer Fokus waren bestimmte klassische nichtlineare partielle Differentialgleichungen, die schon von Leonhard Euler, Bernhard Riemann und Emile Picard untersucht wurden, und im Zusammenhang mit Funktionen auf algebraischen Flächen stehen, welche sich als verzweigte Quotienten des komplexen Einheitsballs der Dimension 2 darstellen lassen (sogenannte „Ballquotienten“).
1985 erhielt Holzapfel die Leonhard-Euler-Medaille der Akademie der Wissenschaften der DDR und 1982 hielt er deren Euler-Vorlesung über Zweidimensionale periodische Funktionentheorie der Kugel.

## Schriften
- The ball and some Hilbert problems, Birkhäuser, 1995
- Ball and Surface Arithmetics, Vieweg, 1998
- Geometry and arithmetic around Euler partial differential equations, Deutscher Verlag der Wissenschaften, Berlin 1986, Dordrecht, Reidel 1986 Review von Peter Stiller, BAMS, 1988
- als Herausgeber: Arithmetic and geometry around hypergeometric functions, Lecturenotes of a CIMPA summer school, Galatasaray University Istanbul, Birkhäuser, 2007
- mit Lothar Budach: Localisations and Grothendieck categories, Deutscher Verlag der Wissenschaften, Berlin 1975

## Verweise
1. ↑  Traueranzeige in der Märkischen Oderzeitung vom 5. Oktober 2024, abgerufen am 5. Oktober 2024
2. ↑  Mathematics Genealogy Project, mit Doktorandenliste
3. ↑  Holzapfel: A voyage with 3 balloons, Mathematical Intelligencer 12, 1990, Heft 1, S. 33

| Personendaten    | Personendaten          |
| ---------------- | ---------------------- |
| NAME             | Holzapfel, Rolf-Peter  |
| KURZBESCHREIBUNG | deutscher Mathematiker |
| GEBURTSDATUM     | 9. September 1942      |
| GEBURTSORT       | Berlin                 |
| STERBEDATUM      | 26. August 2024        |